# Scorzè
Scorzè é uma comuna italiana da região do Vêneto, província de Veneza, com cerca de 17.219 habitantes. Estende-se por uma área de 33 km², tendo uma densidade populacional de 522 hab/km². Faz fronteira com Martellago, Mogliano Veneto (TV), Noale, Salzano, Trebaseleghe (PD), Venezia, Zero Branco (TV).

## Demografia
| Variação demográfica do município entre 1861 e 2011                               |
|                                                                                   |
| Fonte: Istituto Nazionale di Statistica (ISTAT) - Elaboração gráfica da Wikipedia |